# 聯合國海洋法公約
聯合國海洋法公約（英語：United Nations Convention on the Law of the Sea，首字母縮略字：UNCLOS）指聯合國曾召開的三次海洋法會議，以及1982年第三次會議所決議的海洋法公約（LOS）。由於英語中的“Convention”同指「會議」與「公約」，所以此一詞彙可以同指該公約本文，以及總稱三次會議的內容。不過在中文語境中，「海洋法公約」一般是指1982年的決議條文。
海洋法公約與相關會議的行政管理為其秘書處，設置於聯合國海洋事務與海洋法總署（英語：United Nations Division for Ocean Affairs and the Law of the Sea）。
《联合国海洋法公约》在实践中依然存在许多局限和分歧：或是陆地主权争议的存在使得规定海洋权益的公约难以适用，或是對公约条款的解释存在分歧，或是部分国家明确拒绝公約的争端解决机制。具体案例可參考韓國與日本關於獨島/竹島的爭議；中华人民共和国與大韩民国關於蘇岩礁/離於島的爭議；中华人民共和国與日本關於釣魚台列嶼/尖阁群岛、中華民國與日本關於沖之鳥礁的海域爭議、以及南中國海東南亞國家聯盟多個國家與中國及東盟內部對多個小島歸屬的爭議（如南海仲裁案）。
值得注意的是，美国虽然已于1994年签署并在实践中遵守公约的大部分条款（视其为习惯国际法），但其参议院至今未批准该公约，因此并非正式的缔约国。
截至2016年6月，《联合国海洋法公约》共有167个缔约方，其中包括166个国家和歐盟。自2016年以来，又有柬埔寨、萨尔瓦多、卢旺达依次批准了公约，因此截至2023年底已有170个缔约方。

## 源流
海洋法會議與公約的出現，源于20世纪传统海洋秩序的瓦解。传统海洋法秩序主要基于两大原则：一是荷兰法学家格老秀斯提出的“公海自由”原则，即公海对所有国家开放。二是荷兰法学家宾刻舒克根据“炮弹射程规则”提出的3浬领海制度，即沿岸国仅在3浬宽的区域内拥有领海主权，之外便是公海。惟20世紀中期以後，各大國為保護海上礦藏、漁場並控制污染、劃分責任歸屬，傳統公海概念已不敷使用。國際聯盟曾在1930年召開會議對此討論，卻沒有結果。美國首先由杜魯門在1945年宣布，美国对邻接其海岸的大陆架的海底自然资源拥有管辖权和控制权，但强调大陆架上方的水域仍然是公海，航行自由不受影响。这一举动打破了国家权利仅限于领海的传统。緊接著，眾多國家将領海延伸到了12浬或200浬不等。到了1967年，只剩下22國沿用3浬的早期規定，有66國宣告了12浬領海，而有8國宣告200浬管轄。到2006年，僅剩新加坡與約旦繼續使用3浬的規定。这种混乱的局面促使联合国召开第三次海洋法会议，希望通过一部全面的国际公约来重建全世界的海洋秩序。
一個特殊案例可以說明早年海上管轄的混亂與弔詭：早年當英國奉行3浬政策時，有人在1967年佔據了其外海以往海軍廢棄的一座堡壘，宣稱成立國家西蘭公國。曾有英國船隻航行經過，遭「公國」人射擊。英國法院認為，該處在3浬外，已屬公海。但後來該公國(人口五人)發生「政變」，英國稱無權干涉。英國直到1987年才將領海依公約擴充至12浬，而「西蘭公國」也聲稱有12浬主權，英國雖可依據「大陸架」原則主張該區，卻為避免法律問題而使西蘭公國存在至今天。

### 第一次聯合國海洋法會議
1958年2月24日至4月27日，聯合國在日內瓦召開第一次海洋法會議，达成四项公約及一项议定书：
- 领海及毗连区公约
- 大陸架公約
- 公海公約
- 捕鱼及养护公海生物资源公约

《关于强制解决争端的任意议定书》
然而，这次会议未能解决所有谈论的问题。例如，会议未能就领海宽度达成一致意见。

### 第二次聯合國海洋法會議
1960年聯合國繼續召開第二次海洋法會議，卻未能達成更新的決議。

### 第三次聯合國海洋法會議
1973年聯合國在紐約再度召開會議，預備提出一全新條約以涵蓋早前的幾項公約。1982年斷續而漫長的會議，終於以各國代表达成共識，決議出一本整合性的海洋法公約。公約在1993年11月16日圭亚那作为第六十个国家批准了《联合国海洋法公约》后，于1994年11月16日正式生效。該公約對有關「群島」定義、專屬經濟區、大陸架、海床資源歸屬、海洋科研以及爭端仲裁等都做了規定。

## 海上不同區域權利的規定

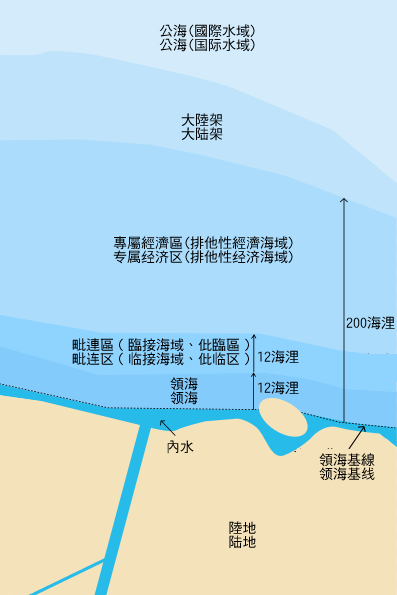
基線、內水、領海、鄰接海域、專屬經濟區、大陸架、公海

- 領海基線：通常是沿海國的大潮低潮線（low-water line）。但是，在一些海岸線曲折的地方，或者海岸附近有一系列島嶼時，允許使用直線基線的劃分方式，即在各海岸或島嶼確定各適當點，以直線連接這些點，劃定基線。
- 內水：涵蓋基線向陸地一側的所有水域及水道。沿岸國有權制訂法律規章加以管理，而他國船舶無通行之權利。
- 領海：基線以外12浬之水域，沿岸國可制訂法律規章加以管理並運用其資源。外國船舶在領海有無害通過之權。而軍事船舶在領海國許可下，也可以進行過境通過（transit passage）。
- 毗连区（臨接海域、仳臨區）：在領海之外的12浬，也就是在領海基線以外24浬到領海之間，稱為臨接海域（contiguous zone）。在本區中，沿岸國可以執行管轄領海的反走私、反偷渡法律。
- 專屬經濟區（排他性經濟海域）：專屬經濟區是指領海基線起算，不應超過200浬（370.4公里）的海域，除去離另一個國家更近的點。這一概念原先發源於漁權爭端，1945年之後隨著海底石油開採逐漸盛行，引入專屬經濟區觀念更顯迫切。技術上，早在1970年代，人類已可鑽探4,000米深的海床。專屬經濟區所屬國傢具有勘探、開發、使用、養護、管理海床和底土及其上覆水域自然資源的權利，對人工設施的建造使用、科研、環保等的權利。其它國家仍然享有航行和飛越的自由，以及與這些自由有關的其他符合國際法的用途（鋪設海底電纜、管道等）。
- 大陸架：依照本公約沿用大陸架公約規定，稱「大陸架」者謂：ⓐ鄰接海岸但在領海以外之海底區域之海床及底土，其上海水深度不逾二百公尺，或雖逾此限度，而其上海水深度仍使該區域天然資源有開發之可能性者；ⓑ鄰接島嶼海岸之類似海底區域之海床及底土。而沿海國為探測大陸架及開發其天然資源，對大陸架行使主權上權利，沿海國如不探測大陸架或開發其天然資源，非經其明示同意，任何人不得從事此項工作或對大陸架有所主張。沿海國對大陸架之權利不以實際或觀念上之佔領或明文公告為條件。所稱「天然資源」，包括在海床及底土之礦物、及其他無生資源以及定著類之有生機體，亦即於可予採捕時期，在海床上下固定不動，或非與海床或底土在形體上經常接觸即不能移動之有機體。但沿海國對於大陸架之權利，不影響其上海水為公海之法律地位，亦不影響海水上空之法律地位。
- 群島國水域：由於群島國與大陸型國家的地理形勢差異甚大，公約在其第四章對群島國（Archipelagic States，如日本、印尼及菲律賓等）的領海畫法和海上權利做了單獨規定。群島國的領海基線應從其領土各處最遠端島嶼之遠點相連。但此等端點不宜距離過遠。在此等端點連線區域內之水域，稱為群島水域（Archipelagic Waters），可視為該群島國之領海。從此基線起算200浬得為該國之專屬經濟區。
- 公海（國際水域）：適用於領海（水）以外以下水體：洋、大型海域生態系統（large marine ecosystems，如北極海、日本海、東中國海、南中國海、北海及阿拉伯海）、封閉或半封閉海域與河口（如地中海、亞德里亞海、黑海、裏海、芬蘭灣、孟加拉灣、墨西哥灣）、河流、湖泊、地下水系統與蓄水層（aquifers）、濕地。公海有時特指領海之外的洋、海。在公海航行之船隻僅受船旗國（flag state）管轄。但海盜事件與奴隸販賣案件發生時，任何國家皆可介入管轄。
- 內陸國（如蒙古和哈薩克等）如加入本公約，依照規定，在轉運國（Transit States）可享有免關稅待遇。

## 《海洋法公約》处理争端的机制
《联合国海洋法公約》第15部分讨论“争端的解决”。公约的287条规定了4种解决争端的方式：
1. 国际海洋法法庭（参见公约附件6）
2. 国际法院
3. 常设仲裁法院（参见公约附件7）
4. 特别仲裁法庭（参见公约附件8）

公约的第288条定义了相关的司法管辖权，原文如下：
```
1. 第二八七条所指的法院或法庭，对于按照本部分向其提出的有关本公约的解释或适用的任何争端，应具有管辖权。
2. 第二八七条所指的法院或法庭，对于按照与本公约的目的有关的国际协定向其提出的有关该协议的解释或适用的任何争端，也应具有管辖权。
3. 按照附件六设立的国际海洋法法庭海底争端分庭的第十一部分第五节所指的任何其他分庭或仲裁法庭，对按照该节向其提出的任何事项，应具有管辖权。
4. 对于法院或法庭是否具有管辖权如果发生争端，这一问题应由该法院或法庭以裁定解决。
```

## 海洋主权爭端的案例

### 南中国海

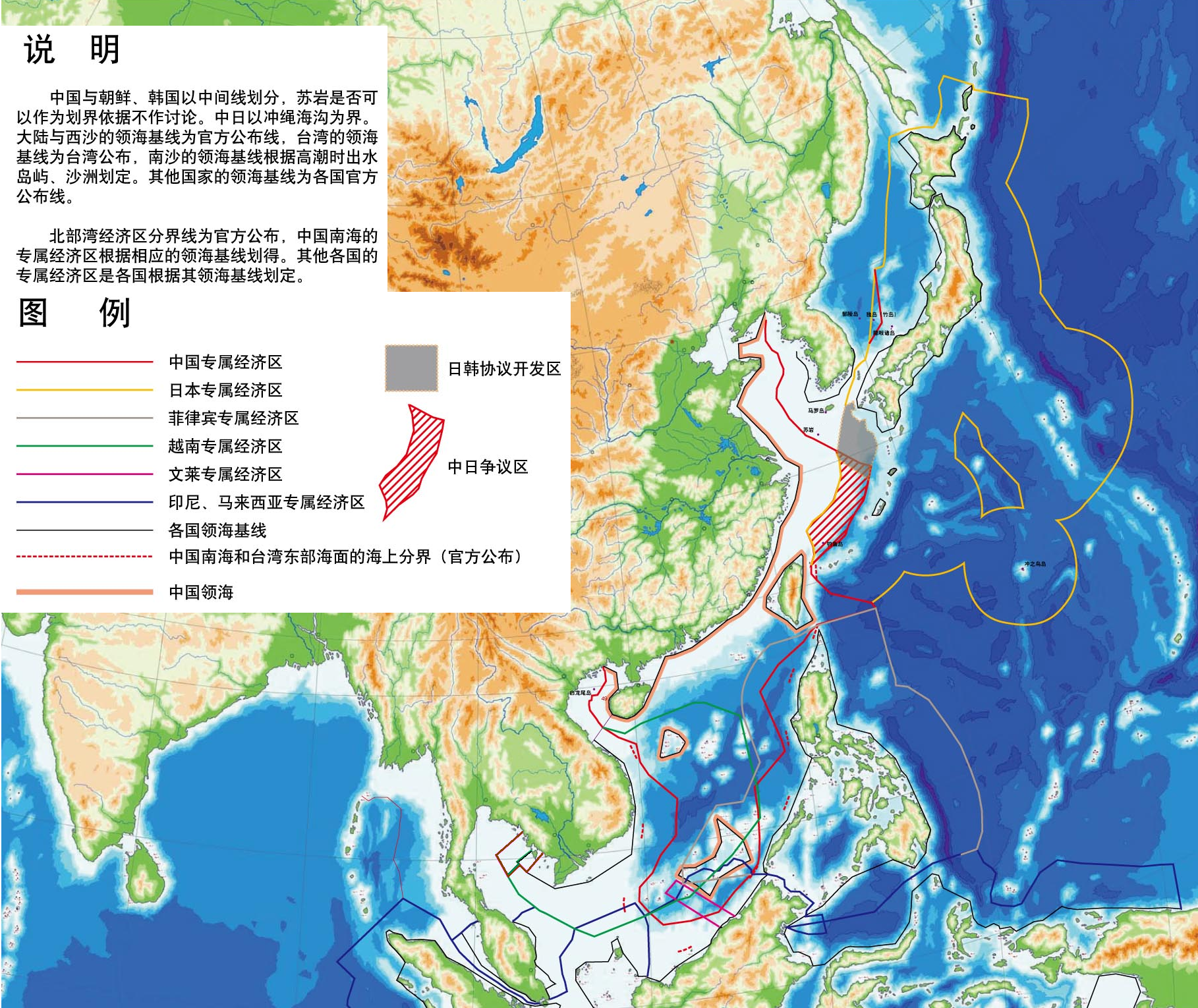
中國宣稱根据《聯合國海洋法公約》中规定的新的领海基线

南中國海是多國爭相提出主權管轄，從而充滿潛在危機的地區。中華人民共和國宣稱南海九段线内的權利，汶萊與印尼、泰國與柬埔寨、馬來西亞與新加坡等方面也存在爭執，中國公布其領海基線後，越南與菲律賓更認為受到威脅。例如中國的領海基線在西沙水域，是以28個基點直線連接東島、浪花礁、中建島、北礁、趙述島、北島、中島和南島等。如此一來，西沙領海基線內變成中國內水，中國完全的主權使外國所享有之唯一權利是無害通過權，而外國軍艦通過，必須先得到中方之許可。
但1994年公約獲得足夠國家批准而生效以來，作為主張全部南海權利的中國在1995年東盟外長會議中，由錢其琛宣示，願意依照公約精神與相關國和平解決爭端。同一年，區域內有極大利益的美國也呼籲各方，依照公約的規定與精神辦事。此後重大爭端有減少趨勢。在2002年東盟十加一高峰會上，中國與東盟十國簽署了「南海各方行為宣言（DOC）」，各方呼應公約原則。而最近幾年的情況，似乎顯示公約具有一定的效果，類似早年中越西沙軍事衝突的情況，可能性已經較為降低。

## 争议

### 美國的反對

#### 早期意見
美國對此公約的反對理由是其第十一章關於成立國際海底管理局的規定，可能違反自由經濟與開發原則。且此局的組成與資金運用被認為可能有利蘇聯等國施加控制。基於此因，美國沒有簽署公約，雖然美國宣稱會遵守此章之外的其他條文。
聯合國海洋事務總署在冷戰結束後曾協調各國修改第十一章，讓美國對海底管理局的資金運用等事務有否決權。美國總統柯林頓於1994年同意加入公約並提請美國參議院批准。但該公約迄今尚未被美國批准。

#### 近期意見

##### 批判公約
美國布什政府當局對批准的態度是正面的。但是美國政界與學界仍有甚多反對聲浪。理由大致有五：
1. 若干美國經濟學界意見傾向認為，此公約將海洋資源視為人類「共同財富」，實即「公共財產」的同義詞。這種財產觀念嚴重違背自由經濟政策。而且他們認為，「公共財產」並沒有真正起到保護資源的作用。
2. 由於美國與加拿大等國仍有水域爭端，有些美國政界人士認為，公約將損及美國主權。
3. 有美國人士意見認為，公約實際上將人類空間的極大部分—海洋，奉送給「不負責任、獨裁腐敗的聯合國會員、流氓國家和失敗國家濫用。」
4. 美國法界的通行觀念從來認為國際法不應約束美國國會與政府。特別是像聯合國及其附屬機構，會員及本體並非依照嚴格民主方式產生。墨守其相關規定僅是使得若干國家漁利，卻損及美國主權。美國因此也沒有參加締造國際刑事法院的羅馬公約。
5. 美國另一個觀點認為，本公約一個重要項目是保障公海自由航行，但這一權利早在前次公約會議已經獲得滿足，不需另定新約。

##### 聲援公約
但一位美國維吉尼亞大學法學院的學者John Norton Moore對前述意見提出了反省，而且有不少學者也認為，當初不批准公約的理由都已經獲得「改善」，公約實際上越來越對美國有利。以下列舉若干：
1. 美國事實上已經遵守。美國批准了1958年會議的公約，而且雷根政府也用行政命令的方式，除了保留少數條款，大體上願意遵守此一公約。所謂損及美國主權，或者開先例擴張國際組織的官僚專制，這種理由並不充分。
2. 美國不宜破壞外交準則。美國往往宣稱國際法和公約對美國沒有拘束力。這種觀點實際上是對整體國際外交準則的踐踏。美國不宜，也無能如此做。
3. 對水域航行確有保障。現實中存在一百多個重要的國際水域、海峽，其爭端對美國的船隻與貿易也是阻礙。若能有一個統一的協定來規範，比美國逐個與相關國簽訂雙邊協定要有效率得多。
4. 和平解決爭端的工具。公約提供了解決爭端的和平手段，對解決美加水域等問題也是有幫助的。在多數國家承認公約的情況下，如果像伊朗這樣的對美不友好國家要封鎖波斯灣，美國訴諸公約才有號召力，而不是直接單邊主義地動用武力。
5. 擴大了美國管轄的水域。公約對阿拉斯加、夏威夷等地專屬經濟區的擴大，實際上是擴充了美國可以管轄的水域，對美國利多於弊。另一方面，公約對經濟區的保障，應能使大型美國海洋鑽探企業更願意投資開發。以往因為缺乏保障，這一工業的發展反而有瓶頸。

## 簽署與批准國

公約簽署且批准國
公約簽署但未批准國
公約未簽署国

签署国
欧盟签署国
公约签署，国会未批准的国家
公约未签署国家

| 签署并批准国家 | 簽署但未批准                | 未簽署 |
| -------------- | --------------------------- | --- |
| 157國          | 4國: - 阿富汗 - 伊朗 - 中非 | 15國： - 委內瑞拉 - 美国 - 南蘇丹 - 叙利亚 - 梵蒂冈 - 土耳其 - 秘魯 - 撒拉威阿拉伯民主共和國 - 庫克群島 - 纽埃 |

### 引用

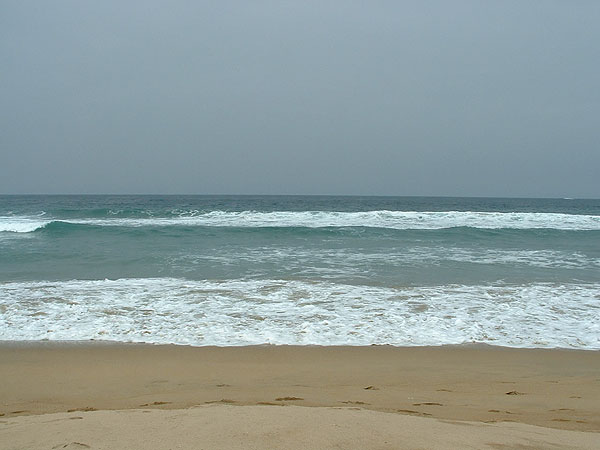
海岸與海洋

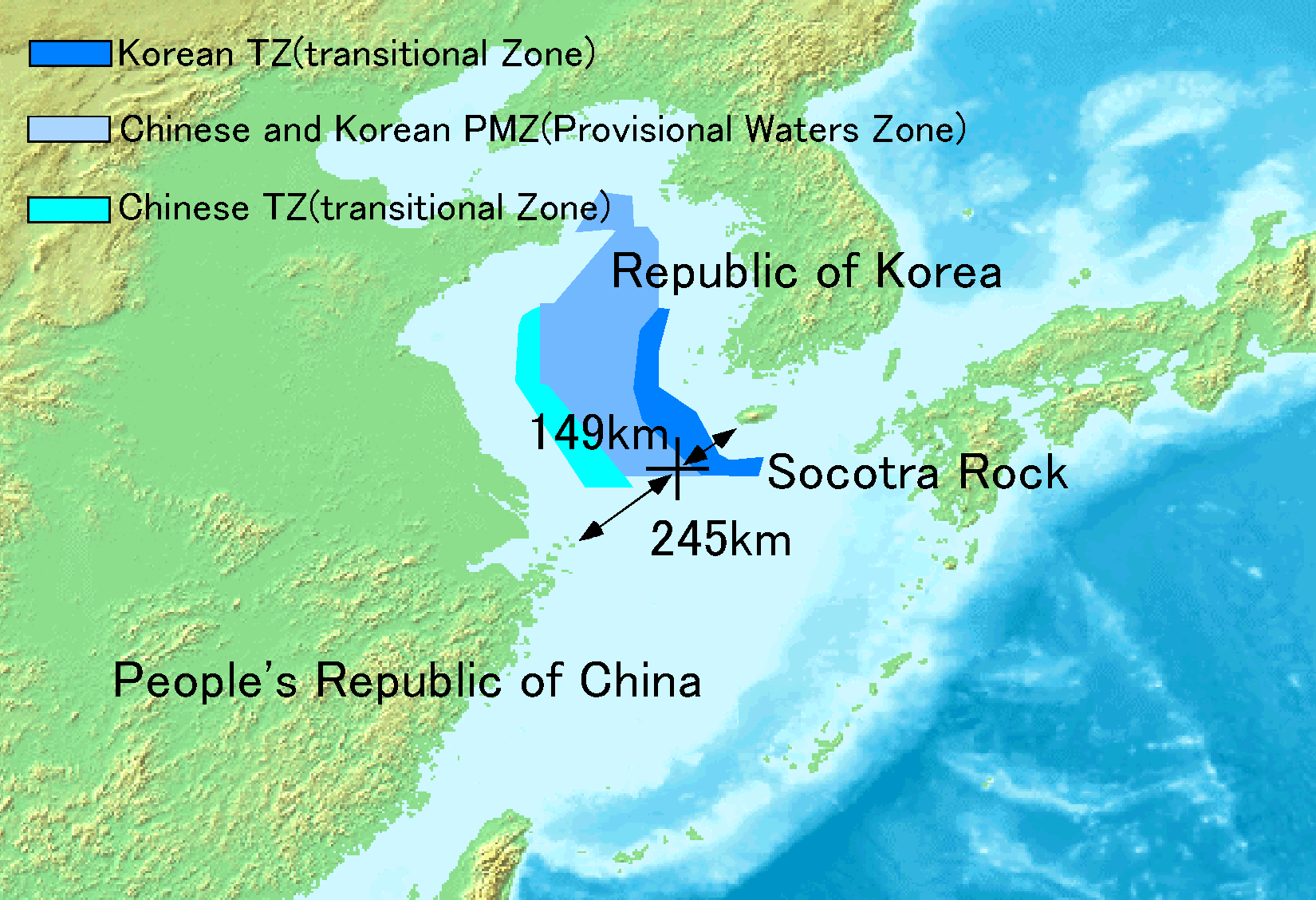
案例：中华人民共和国與大韩民国對苏岩礁的爭議

1. ↑  . United Nations Division for Ocean Affairs and the Law of the Sea.   [April 30, 2009]. （原始内容存档于2017-05-06）.
2. 1 2  . 美國紐約: 聯合國法律事務廳條約司.   [2024-10-03]. （原始内容存档于2021-05-18） （英语）.
3. ↑  . 美國紐約: United Nations Division for Ocean Affairs and the Law of the Sea. 2010-01-08  [2024-10-03]. （原始内容存档于2012-02-03） （英语）.